# Família reial portuguesa

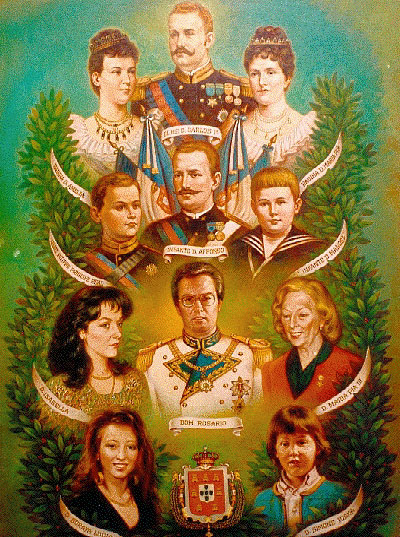
Família Reial Portuguesa.

La família reial portuguesa era la família constituïda pel monarca portuguès i els seus familiars directes. Després de la proclamació de la república el 5 d'octubre del 1910, Portugal deixà de tenir oficialment família reial.
Actualment en reivindiquen la titularitat els membres de la Casa de Bragança-Saxònia-Coburg i Gotha (els successors de l'escriptora Maria Pia de Saxònia-Coburg Gotha i Bragança, al·legadament filla il·legítima de Carles I de Portugal).
En el passat, els membres de la família reial rebien els següents títols honorífics:
- Sa Majestat Fidelíssima (Sua Majestade Fidelíssima, S.M.F.) era reservat al Rei i a la Reina;
- Sa Altesa Reial (Sua Alteza Real, S.A.R.) era reservat a l'hereu del tron (el Príncep Reial) i al seu primogènit (Príncep de Beira);
- Sa Altesa (Sua Alteza, S.A.) era reservat als infants (els fills del rei);
- Sa Excel·lència (Sua Excelência, S.E.) era el tractament atorgat a la resta de membres de la Família Reial (així com a membres de la noblesa portuguesa en general).